# چارلز ریوت-کارناک
چارلز ریوت-کارناک (انگلیسی: Charles Rivett-Carnac; ۱۲ فوریهٔ ۱۸۵۳ – ۹ سپتامبر ۱۹۳۵) قایقران قایق بادبانی اهل بریتانیا بود.